# Agonum versutum
Agonum versutum — вид турунів з підродини Platyninae. Поширений у Північній та Центральній Європі та Сибіру від Британських островів до річки Амур.

## Опис
Довжина тіла складає 7-8,5 мм. Верхня частина тіла чорна з бронзовим блиском або темно-бронзова. Мікроструктура надкрил ледь помітна при збільшенні в 30 разів, складається з тонких поперечних осередків. Третя пора третmjuj проміжку надкрил віддалена від другої пори й від вершини.
За зовнішнім виглядом вид важко відрізнити від близьких видів Agonum afrum, A. monachum, A. duftschmidi, A. viduum, також поширених у середній смузі Європи, зокрема в Україні.

## Екологія
Живе на берегах водойм, у заростях осок та мохів. В Україні мешкає в лісовій зоні та на луках, заходить до Лісостепу. Спосіб життя не вивчений.

## Ареал
Поширений від Західної і Північної Європи до річки Амур. У Європі трапляється на південь до центральної Франції та північної Італії. В Ірландії рідкісний, у Великій Британії чисельність знизилася до початку XXI століття, ареал обмежений гирлом річки Северн. Відомий у Фінліяндії, Польщі, Литві. У Росії спостерігався на природоохоронних територіях Смоленської, Астраханської областей, в Мордовії, Удмуртії. В Україні поширений на Закарпатті, Поліссі, в Лісостепу. Чисельність виду низька.